# SIGNALIS
『SIGNALIS』（シグナリース）は、rose-engineが開発し、Humble Gamesより発売されたホラーゲーム。日本語版の発売およびローカライズはPLAYISMが担当した。

## 概要
プレイヤーはレプリカ（量産型のアンドロイド）のエルスターとなって、未知の感染症によって荒廃した施設シェルピンスキーを探索し、捜し人であるゲシュタルト（人間）のアリーナ・ソウの行方を追う。シェルピンスキーでは感染症によって死から蘇ったレプリカが徘徊しており、パズルや鍵付き扉といった仕掛けで行く道が塞がれている。プレイヤーは銃器、治療キットといったアイテムを駆使しながらこれらの障害を排除あるいは回避し、ゲームを進めていく。
ゲームは上空手前で固定された見下ろし視点で進行し、時おり演出として一人称視点に切り替わる。グラフィックは640×360ピクセルの解像度で描かれ、プレイヤーの環境に合わせてアップスケールして表示される。探索の過程でゲームの進行とは直接関係のない文書、画像等を入手でき、そこからゲームの世界観や登場人物についての情報が得られる。
開発期間は8年で、rose-engineの2名のクリエイターが中心となって進められた。ホラーゲームとしては急に大きな音が出る、不意に何かが画面に映るといった演出は少なく、継続して静かな恐怖を与え続けるスタイルになっている。
ストーリーは前後のシーンが繋がっていない、時系列について明記されない等、一見して理解しづらい仕組みになっている。ゲーム終盤まで集めた文書、画像をそれまでの物語で描写された情報と統合することで、ストーリーの全体像がおおむね見えてくる。

## システム
ステージとなるシェルピンスキーは障害物、鍵付き扉、パズル等の仕掛けで自由に行き来できない。各部屋または通路には、そうした仕掛けを突破あるいは解除するための鍵や、ヒントとなる文書、画像が隠されている。プレイヤーはそれらを集めて仕掛けを解除し、ステージを攻略していく。メインメニューからマップが確認でき、一度行った地点はその都度追加される。開く扉は青、開かない扉は赤、仕掛けのある扉は黄で表示される。仕掛けがある地点はマーキングされ、マップ上のその地点に仕掛けの種類を示す名前が表示される。未解除の仕掛けのマークは赤、解除済みは黒で表示される。
ステージ攻略の障害として、各所に敵のレプリカが配置されている。プレイヤーが使える武器としてハンドガン、ショットガン等の銃器、敵を気絶させるスタンロッドがあり、プレイヤーはそれらを駆使して敵を排除または回避していく。銃器の場合、構え動作を取ると向きを示すレーザーサイトのラインと狙いを定めるカーソルが表示される。ラインを敵に合わせるとカーソルが時間経過で徐々に小さくなっていき、それに応じて威力が上昇する。敵はダメージを受けるとその場に倒れ、一定時間行動不能になる。この時、近づいて決定ボタンを押すと「踏み付け」が発動し、敵にトドメを刺すことができる。敵の攻撃に被弾するとダメージを受ける。これは自動では回復せず、限界までダメージを受けるとゲームオーバーとなる。ダメージは回復アイテムの治療キットや修復スプレーで回復できる。これらの武器、アイテムは探索中に入手できる。
しかし同時に持ち運びできるのは武器、アイテム合わせて六つという制限がある。全て埋まると新しい武器、アイテムを拾うことができなくなるため、それを考慮して一度に持ち運ぶ数を考える必要がある。敵は一度倒しても時間経過で復活するが、ステージ上で入手できる弾薬には限りがある。長時間戦い続けるといずれ弾薬が尽きる設計となっており、計画的な運用が求められる。

### 武器
ピストル
マガジン式で10mm弾を10発まで装填できる。銃器の中では威力が最も低い。
ショットガン
ポンプアクション式でショットガン実包を5発まで装填できる。散弾により複数の敵を同時に攻撃できる。ピストルよりやや威力が高い。
リボルバー
文字通りのリボルバー式で12mm弾を6発まで装填できる。ショットガンより威力が高く、一部除き命中時に確定で敵を怯ませることができる。
フレアガン
改造可能な信号拳銃で、信号フレア弾またはグレネード弾を1発まで装填できる。信号フレア弾は命中時に敵を炎上させ、継続ダメージを与える。継続ダメージで倒し切った場合はそのまま死体を燃焼させる。燃焼した死体は復活しなくなる。復活を阻止する用途で死体に打ち込むこともできる。グレネード弾は爆発により広範囲を攻撃できるが、距離が近いとエルスターも爆発に巻き込まれてダメージを受ける。
ライフル
中折れ式で16mmニトロエクスプレス徹甲弾を2発まで装填できる。反動は大きいがゲーム中最強の威力を持ち、銃弾を弾く盾や装甲を無視してダメージを与えられる。
サブマシンガン
3点バースト式で8mmコンパクト弾を30発まで装填できる。

### アイテム
治療キット
エルスターの体力を時間をかけて小回復させる。修復スプレーと組み合わせることで修復スプレー+となる。
修復スプレー
エルスターの体力を時間をかけて大回復させる。治療キットと組み合わせることで修復スプレー+となる。
修復スプレー+
エルスターの体力をすぐに中回復させる。組み合わせによっても入手できるが、その場合は総回復量が下がってしまう。即効性と総回復量どちらを取るかの駆け引きとなっている。
オートインジェクター
エルスターの体力をすぐに大回復させる。装備することができる。装備中は致命傷を受けると自動的に使用され、ゲームオーバーを回避する。
スタンロッド
敵に電撃を流し強制的にダウンさせる。装備しないと使用できず、消耗品で射程距離も短い。ダウンした敵は踏み付けで即死させることができる。ただし一部電撃に耐性を持つ敵もいる。
テルミットフレア
死体を燃焼させる。燃焼した死体は復活しなくなる。ゲーム全体を通して入手数が限られており、いつどこで使うかが一種の駆け引きとなっている。射程距離は短いが敵に貼り付けることもでき、その場合は貼り付けた敵に炎上による継続ダメージを与える。

### 敵
作中では感染症により機能停止したレプリカが、生体細胞の癌性増殖によって再起動したものという設定。病の影響で壊死した皮膚や頭髪が剥がれ落ち内部の生体コンポーネントが剥き出しになっており、人間で言うところのゾンビのような状態となっている。銃器やスタンロッドで一時的に倒すことはできるが、死体を焼却しなければ（一部除き）時間経過で復活する。
オイレー（EULR）
清掃、調理、補助的医療、事務など日常業務を担当するユニット。肩書きはフクロウ。身長175cm。包丁やメス等の刃物で武装している。
シュタール（STAR)
近接戦闘、暴動鎮圧など保安警備を担当するユニット。肩書きはムクドリ。身長220cm。大型警棒で武装しており、ゲームが進むと小型警棒と防弾盾を装備した指揮官個体も出現する。防弾盾はピストルやショットガンによる銃撃を無力化する。
アーラ（ARAR）
建設、修理作業を担当するユニット。肩書きはコンゴウインコ。身長185cm。作業用のパーツを装備しており両手が分厚いように見える。普段は床の下に隠れており、エルスターが近づくと姿を現す。
シュトルヒ（STCR）
保守部隊の指揮を担う隊長格のユニット。脚部伸長によって他のユニットよりも体格が大きい。両腕が破損し、また頭部に脚部伸長用のパーツが融合しているため、翼の無いオオハシを思わせる特異な外観となっている。
コリブリ（KRBR）
ファルケユニットの補佐を担当するユニット。肩書きはハチドリ。身長152cm。ファルケによる生体共鳴シグナルを増幅する能力を持ち、テレパシーのように他者の精神に影響を与えたり、言語を介さずに情報を読み取ることができる。
感染症の影響か頭部が不自然に肥大化している。生体共鳴シグナルによる幻覚によって、4体以上に分裂して見えたり、画面にエラーメッセージや奇妙な文字列が映ったりする。コリブリに近づくと幻覚がより不気味さを増していき、限界まで近付くと急速に体力を削られゲームオーバーとなる。
ミューナ（MNHR）
危険環境での採掘作業を担当するユニット。肩書きはキュウカンチョウ。身長260cm。放射能や危険物から身を守るパワーアーマーと、掘削用のレーザーで武装している。パワーアーマーはライフル以外の攻撃を無力化する。体力、攻撃力共に高い。
弱点の少ない強敵だが、感染症の影響か一定時間が経過するとその場に膝をついてしばらく行動不能になる。このときフェイスシールドが開き、正面からダメージを与えられるようになる。しかし同時に毒性のある液体を巻き散らすため、近付きすぎるとダメージを受ける。
鵺
複数体のレプリカが感染症によって融合したもの。肉塊のような胴体から無数の手足が生えた異形な外観をしている。非常に体力が高い。
ファルケ（FKLR）
プロテクター部隊の司令官を務めるユニット。肩書きはファルコン。身長250cm。強力な生体共鳴モジュールのプロトタイプが実装されており、弱い精神を操る、テレパシーで他者の願望や感情を読み取る、念力で物を動かすといった能力を持つ。
6本のスピアで武装しており、念力で投擲してくる。ほか金属板を持ち上げ盾として用いる。時間経過でダウンし、この時に特定の手順を踏むことでダメージを与えられる。銃器ではこのダウンまでの時間を早めることしかできない。

## ストーリー
宇宙船ペンローズが氷の惑星へと墜落する。船の乗組員であるエルスターはスリープから目覚めるが、上官であるアリアーネ・ヤンの姿がどこにもない。エルスターは彼女を探すべく船の外に出て、猛吹雪の中を探索する。
舞台と時系列が切り替わる。採掘施設シェルピンスキーで、エルスターは「アリーナ・ソウ」という女性の行方を捜していた。施設では未知の感染症が蔓延しており、病に罹患したレプリカが動く死体となってあちこちを徘徊していた。エルスターは生存者から得た手がかりを頼りに、障害をかわしながら、アリーナがいるという最下層を目指す。
時間も場所も繋がらず、また非現実的で混沌とした空間を、エルスターは自らの負傷も顧みず、どこまでも突き進んでいく。時系列の乱れや奇妙な現象がたびたび起こるも、それが現実の出来事なのかは分からない。進めどアリーナの居所は掴めず、しかし一方でアリアーネという少女の存在は強く強調されていく。次第にエルスターの行動原理がアリーナからアリアーネとすり替わっていき、またアリアーネが抱えていた孤独や凄惨な過去が物語の進行と共に少しずつ明かされていく。
姉妹を探しているという少女イゾルテとの出会いと別れ、エルスターを疎ましく思う施設管理者アドラーの妨害、エルスターを否定する司令官ファルケとの対決を経て、遂にエルスターはアリアーネと相対し、そこで一つの決断を下す。

## 登場人物
エルスター（LSTR-512）
主人公。レプリカの女性。黒髪で髪型はショートカット。ボディは赤と黒を基調としたカラーで塗装されている。エルスターはレプリカの種類を指す言葉であり、型番のLSTR-512が事実上の名前である。ヴィネタのゲシュタルト兵士をモデルに製造された。レプリカの特性として、一匹狼気質で孤独に強く、単独調査の任務に向いているとされる。一方で戦争の話題を嫌い、音楽等の芸術に触れるとモデルとなったゲシュタルト兵士の記憶が蘇るとされる。
アリーナ・ソウを捜すため、惑星レンの採掘施設シェルピンスキーを訪れる。しかし探索の途中で捜索対象がアリアーネ・ヤンに切り替わり、終盤では目的がアリアーネとの約束を果たすことに変わっていた。複数のエルスターがいることが物語上で示唆されており、どれが物語上における本物のエルスターなのか、あるいは全て本物なのか、全て違うのかはゲームでは明かされず、謎を残したまま物語が終わる。
アリーナ・ソウ
物語前半におけるエルスターの捜し人。ゲシュタルトの女性。茶髪で髪型はポニーテール。軍服を着ている。シェルピンスキーで作業員として働いているとされる。施設の意向により地下坑道へと送られる。地下坑道の下、非在の場ではアリーナの手記を見つけられる。手記によれば感染症の影響で白髪になったという。惑星ロートフロントのアパートにはアリーナの写真があり、彼女がヴィネタ出身の兵士であることが記されている。同じくアパートの手記ではアリーナとアリアーネは顔がよく似ているとされる。物語上では直接の登場はないが、一部シーンにおける演出で、アリーナと思わしき人物の3Dモデルが登場する。
アリアーネ・ヤン
物語後半からエルスターの捜索対象となる人物。ゲシュタルトの女性。回想シーンでは、白髪で髪型はショートカット。軍服を着ている。宇宙探索任務のペンローズ・プロジェクトにおいてエルスターの上官を務めていた。同じく回想シーンでは芸術として絵画を嗜んでいたことが示唆され、またエルスターとは音楽を聴きながらダンスをする等、親交を育んでいた。
出身は惑星ロートフロントの山奥にある通信施設で、母子家庭で育ち、後に通学のため叔母のいるアパートへ引っ越した。アパートでは同施設内にあるイトウ書店で従業員として働いていた。全体主義社会では異端とされる芸術にのめり込み、中でも音楽、絵画、文学を嗜んでいた。しかしそれ故に周囲から孤立し、学校や職場では孤独を感じていた。ペンローズ・プロジェクトに志願するが、却下された場合はシェルピンスキーに送られると通知されていた。アパートの手記によれば、写真からヴィネタ兵士であるアリーナのことを知り、自分と同じ顔で別の人生を歩んでいる彼女に憧れに近い感情を抱いていたとされる。同じく手記では、生体共鳴者という特異な存在であることが示唆されている。
物語後半では髪型がロングヘア、服装が白いドレスに変化する。ペンローズの手記によれば、任務を何千サイクルと重ねていく中で、老化と病によってひどく衰弱していったとされる。また時期は不明だがエルスターと何らかの約束を交わしており、それがエルスターの物語後半の行動原理となる。
イザ
シェルピンスキーB1Fでエルスターが出会ったゲシュタルトの女性。茶髪で髪を後ろで束ねている。学校の制服と思わしき服を着ている。姉妹のエリカを捜すため、シェルピンスキーを訪れた。武器としてナイフを装備している。
ロートフロントのアパートにある個人データによれば、イゾルデ・イトウ、エリカ・イトウという姉妹がアパートに住んでいたとされる。またイトウ書店の店内には二人の遺影と思わしき写真が飾られている。アリアーネの手記からイザとアリアーネは面識があったことが示唆されている。
アドラー
シェルピンスキーの施設管理者であるレプリカの男性。黒髪で短髪。管理者として、施設を破壊していく感染症に立ち向かっていくも、一向に解決の糸口が見えない現状に頭を悩ませている。司令官のファルケに心酔している。
ファルケ
シェルピンスキーの司令官であるレプリカの女性。黒髪で髪型はロングヘア。司令官室のベッドで眠っている。虚無の世界において「赤目」と呼ばれる何かに接触し、何らかの病に感染する。彼女が感染源となり、それがコリブリユニットによって拡散されたことでシェルピンスキーで病が流行する。シェルピンスキーの手記によれば、前述の何かと接触したことで別の人物の記憶が流入し、自分と他者の分別が付かなくなり、ついには昏睡状態になったとされる。

## 評価
Metacriticスコアは81点となっている。
GAMERS ZONEの小野憲史は本作のゲームシステムを、初期の『バイオハザードシリーズ』や、『サイレントヒル』『メタルギアソリッド』の融合版と表現している。また本作のグラフィックについて、ローファイ3Dと呼ばれる初代PlayStationの3DCG表現に該当すると述べ、この「意図された粗さ」がサバイバルホラーという題材と相まって、プレイヤーの想像力を喚起させることに成功していると語っている。ほかストーリーの特徴を、あえて意図された「混乱したストーリー」と評し、本作は「環境ストーリーテリング」という手法を用いており『新世紀エヴァンゲリオン』と同じくあえて解釈の余地が残されたとしている。
ファミ通のタウラは本作のホラー演出について、ストーリーの状況が掴めず、プレイヤーキャラクターの性格も読み取れず、心細さや疎外感から恐怖心が増していくとしている。

### 受賞歴
- TRIBECA FESTIVAL 2021公式セレクション[8]
- 2018 STRASBOURG INDIE GAME CONTEST公式セレクション[9]
- TRANSATLANTIC GAMING SUMMIT 2018公式セレクション[10]